# Beton transparentny
Beton transparentny (kompozyt) – beton ze światłoprzepuszczalnymi właściwościami, uzyskanymi dzięki wbudowanym włóknom optycznym przy zachowaniu struktury betonu. Do produkcji wykorzystuje się włókna światłowodowe lub polimer PMMA.

## Proces produkcji
Bloki są produkowane w różnych rozmiarach i mogą być osadzone w izolacji termicznej. Istnieje kilka sposobów produkcji betonu transparentnego. Wszystkie oparte są na bazie drobnoziarnistego kruszywa. Beton stanowi około 95% masy materiału, natomiast włókna optyczne, które są dodawane przy odlewaniu elementu około 5%.  
Ze względu na małe wymiary włókien szklanych wtapiają się one dobrze pomiędzy ziarna kruszywa w strukturę betonu. Dzięki temu uzyskuje się nowy materiał o nowej strukturze i właściwościach. Po związaniu beton jest cięty w bloku przy pomocy maszyn do cięcia materiałów kamiennych. 

## Właściwości[1]
- Element światłoprzepuszczalny
- Półprzezroczysty
- Gęstość: 2100 – 2400 kg/m³
- Wytrzymałość na ściskanie: 50 – 70 MPa
- Kolor szary, czarny lub biały
- Wykończenie polerowane

## Możliwy obszar zastosowania
Beton transparenty jest wykorzystywany w architekturze jako materiał na fasady budynków, pokrycie ścian wewnętrznych. Beton światłoprzepuszczalny jest także stosowany jako elementy wystroju wnętrz, a także może być wykorzystywany do produkcji prefabrykowanych elementów konstrukcyjnych i paneli.
Dzięki możliwości przewodzenia (przenikania) światła, można z tego materiału budować nawet kilkumetrowe ściany, które przepuszczają promienie słoneczne bez większej straty światła nawet do 20 metrów. Materiał ten nadaje się także do budowania konstrukcji nośnych, włókna szklane nie mają bowiem wpływu na wytrzymałość betonu.

## Historia
Beton transparenty został po raz pierwszy wspomniany w kanadyjskim patencie z 1939 roku. Od tego czasu rozwój optycznych włókien szklanych opartych na polimerach drastycznie wzrósł. Od lat 90 beton transparenty staje się coraz bardziej popularny. W 2004 roku opatentowany został LiTraCon, najpopularniejszy obecnie kompozyt tego typu.
Kilka firm produkujących beton transparentny:
- Florak Bauunternehmung GmbH, Niemcy
- LBM EFO, Germany
- LiTraCon Bt, Węgry
- LUCEM GmbH, Niemcy
- Luccon Lichtbeton GmbH, Austria
- LiCrete, by Gravelli, Czechy